# EFootball
eFootball ist ein Fußballsimulationsspiel für Spielkonsolen, PC, Android und iOS, das von Konami als Nachfolger der Pro-Evolution-Soccer-Spieleserie entwickelt wurde. Dabei wurde das Geschäftsmodell auf ein Free-to-play-Modell umgestellt. Im Gegensatz zum Vorgänger erscheint kein jährlicher Ableger mehr, stattdessen wird das Spiel kontinuierlich weiterentwickelt und per Patches inhaltlich sowie technisch erweitert und aktualisiert. Die erste Version wurde am 30. September 2021 veröffentlicht.
Offizielle Partner Vereine sind unter anderem AC Mailand, FC Arsenal, Atalanta Bergamo, FC Barcelona, FC Bayern München, Inter Mailand, Manchester United und Lazio Rom. Zu den aktuellen Werbebotschaftern gehören Lionel Messi, Neymar, Federico Chiesa, Gerard Piqué und Andrés Iniesta.

## Entwicklung
Am 21. Juli 2021 veröffentlichte Konami ein sechsminütiges Video, in dem das neue für den Herbst 2021 angekündigte erste Spiel der Reihe und die Roadmap der Entwicklung gezeigt wurde. Der Konzern gab darin bekannt, dass die Reihe künftig nicht mehr unter dem Namen Pro Evolution Soccer (PES) erscheinen werde, sondern ab 2021 den Namen eFootball tragen soll. Konami hatte in diesem Zusammenhang bereits zuvor den Namen eFootball PES zur Vermarktung seiner Spiele genutzt. Die in Konkurrenz zur FIFA-Reihe von EA Sports stehende Simulationsreihe hatte in den vorhergehenden Jahren Marktanteile an den Mitbewerber verloren, dem der Hersteller mit einer neuen Strategie entgegenzuwirken versuchte. Unter anderem wurde von einem Vollpreisprodukt auf ein kostenloses Free-to-play-Modell mit Mikrotransaktionen umgestellt, sowie mit der Möglichkeit in späteren Versionen, auch gegen Spieler auf anderen Plattformen per Crossplay antreten zu können. Ein weiterer Schwerpunkt wurde auf eSport-Veranstaltungen gelegt. Technisch wechselte die Serie von der hauseigenen Fox-Engine auf die von Epic Games entwickelte Unreal Engine.

## Rezeption
Zur Veröffentlichung fielen die Kritiken überwiegend negativ aus. Am Tag nach der Veröffentlichung rangierte der Titel als der am schlechtesten bewertete Titel der PC-Vertriebsplattform Steam. Auffällige Fehler wie z. B. unnatürliche Bewegungs- oder Gesichtsanimationen und zahlreiche Programmfehler wie etwa unsichtbare Innenverteidiger führten zu Bewertungen, dass das Spiel in einem technisch unausgereiften Zustand veröffentlicht worden sei.

## Versionen
| Version        | Jahr | Systeme                                                          | Engine          | Anmerkung    |
| -------------- | ---- | ---------------------------------------------------------------- | --------------- | ------------ |
| eFootball 2022 | 2021 | Microsoft Windows, PS4, PS5, Xbox One, Xbox Series, Android, iOS | Unreal Engine 4 | Free-to-play |
| eFootball 2023 | 2022 | Microsoft Windows, PS4, PS5, Xbox One, Xbox Series, Android, iOS | Unreal Engine 4 | Free-to-play |
| eFootball 2024 | 2023 | Microsoft Windows, PS4, PS5, Xbox One, Xbox Series, Android, iOS | Unreal Engine 4 | Free-to-play |
| eFootball 2025 | 2024 | Microsoft Windows, PS4, PS5, Xbox One, Xbox Series, Android, iOS | Unreal Engine 4 | Free-to-play |